# Liste des villes du Bas-Congo
Article principal : Province du Bas-Congo en République démocratique du Congo.
Au sens légal en vigueur en RDC, le Bas-Congo ne comporte que deux villes :
- Boma
- Matadi

## Communes
La province compte 6 communes urbaines et 17 communes rurales.
- Ville de Matadi : Matadi, Nzanza, Mvuzi.
- Ville de Boma : Kabondo, Kalamu, Nzadi
- Territoire de Kasangulu : Kasangulu
- Territoire de Kimvula : Kimvula
- Territoire de Lukula : Lemba, Lukula, Nsioni
- Territoire de Luozi : Luozi
- Territoire de Madimba : Inkisi, Madimba
- Territoire de Mbanza-Ngungu : Kwilu-Ngongo, Lukala, Mbanza-Ngungu
- Territoire de Moanda : Moanda
- Territoire de Seke Banza : Kinzau-Vuete, Seke-Banza
- Territoire de Songololo : Kimpese, Songololo
- Territoire de Tshela : Tshela

## Autres localités et territoires
- Bailleux
- Banana
- Banza-Yidi
- Bata-Yala
- Bemba-Bunzi
- Bivovolo
- Boko
- Boko-Kivula
- Bulu-Tumba
- Boma-Vonde
- Dizi
- Fubu
- Fuka
- Ganda-Sundi
- Gombe-Matadi
- Gombe-Sud
- Gwela
- Kai-Ndunda
- Kai-Pelele
- Kai-Tsasa
- Kai-Tulu
- Kai-Vemba
- Kakongo-Songo
- Kande Kiniati
- Kangu
- Kanzi
- Kasonso
- Kasu
- Khodo
- Kiasi
- Kibentele
- Kibunzi
- Kibweya
- Kidima
- Kidula
- Kigala
- Kikadulu
- Kikuembo
- Kikumbi
- Kilemfu
- Kilonga
- Kilunga
- Kimalanda
- Kimbadi
- Kimbambo
- Kimbuete
- Kimenga
- Kimpala
- Kimpangu
- Kimpemba
- Kimpondo
- Kimpudi
- Kimuanda
- Kindundu
- Kindunga
- Kingo Kangi
- Kingombe
- Kinguli
- Kiniati
- Kinkela
- Kinkenga
- Kinkonzi
- Kinkosi-Luidi
- Kinkwawi
- Kinsala
- Kinsansi
- Kinsasi
- Kinsata
- Kinsavula
- Kintoni
- Kintumba
- Kintumba II
- Kintumba III
- Kinzoana
- Kinzuana
- Kinzundu
- Kiosi
- Kipene
- Kipenze
- Kisantu
- Kisengi
- Kisiama
- Kisundi
- Kitona
- Kitsakala-Panzu
- Kivinda
- Kiwembo
- kiyasi
- Kizu
- Konde-Bamba
- Konde-Bande
- Konde-Kuma
- Kondo-Kinzadi
- Kondo (anciennement Kondo-Ineac)
- Koze-Bila
- Kudi-Boma
- Kungu-Mbambi
- Kuvi
- Kwimba
- Lalu Sefu
- Lampa
- Lele-Makenongo
- Lele-Sikila
- Lembolo
- Lemfu
- Lengi
- Loango
- Lombe
- Lovo
- Luanya
- Lufu-Toto
- Luila
- Lundu
- Magusi
- Makanga I
- Makanga II
- Makodi
- Makuala Mbungu
- Mambika
- Mangembo
- Matanda
- Mawu
- Mayenga
- Mayoda
- Mbanza
- Mbanza-Ngungu
- Mbanza-Nkyende
- Mbata-Kiela
- Mbata-Yundu
- Mbemba
- Mbengo
- Mbuba
- Mbuele
- Mbuku-Bula
- Mbuku-Mbandu
- Mfuatu
- Mikola
- Miongo
- Mpungu
- Mube
- Mvuangu
- Ndanda
- Ndunga
- Ngambula
- Ngombe-Lutete
- Nguka
- Niadi
- Nkamba-Jérusalem
- Nkame
- Nkolo-Fuma
- Nkolo-Kidezo
- Nkolo-Mission
- Nkolu
- Nkondo-Nzeko
- Nsanda
- Nsangi
- Nsangu II
- Nselo
- Nsona Mbata
- Nsongo
- Ntadi
- Ntedi
- Nzambi
- Palanga
- Patu-Tsenda
- Pemo
- Sanga-Bamba
- Sangila
- Seda
- Senge
- Singa
- Singini
- Situ-Kiaka
- Songololo
- Sumbu
- Sungu
- Tadi
- Tandu-Pete
- Temvo
- Tendese
- Teva
- Tshiele
- Tshimpanga-Fuati
- Tshoa
- Tsuku-Tadi
- Vaku
- Vindu
- Vivi
- Vungu
- Wanga
- Weka
- Wolter
- Yandani
- Zobe
- Zongo
- Zongo Macanda
- Zongo Matanda